# أنطوان جيرمان لاباراك
أنطوان جيرمان لاباراك (بالفرنسية: Antoine Germain Labarraque) هو عالم فرنسي في مجالي الكيمياء والصيدلة، عاش في الفترة ما بين 1777 - 1850.
كان لاباراك من الرائدين في استخدام هيبوكلوريت الصوديوم مادةً مطهرة ومقاومة للتفسخ؛ وأطلق عليه اسم محلول لاباراك.